# Überliegefrist
Überliegefrist bezeichnet die nachwirkende Speicherung von Einträgen bei der Tilgung
- von Punkten im Punktesystem des bundesdeutschen Fahreignungsregisters (FAER) nach § 29 Abs. 6 Straßenverkehrsgesetz (StVG)
- von Vorstrafen im bundesdeutschen Strafrecht (siehe Straftilgung) nach § 34 und § 46 Bundeszentralregistergesetz (BZRG)

Sie dient dazu, bei Vergehen, die sich noch im Bestandszeitraum der bestehenden Punkte bzw. Vorstrafen ereignen, aber erst nach Ablauf der regulären Tilgungsfrist im jeweiligen Register verzeichnet werden, noch die alten, möglicherweise für die Strafhöhe relevanten Einträge verfügbar zu halten. Während der Überliegefrist werden die Eintragungen nur der Person selber oder ihrem Anwalt mitgeteilt, sind also für Behörden oder nachfragende Stellen nicht mehr sichtbar und damit auch nicht für Entscheidungen relevant. Sollten aber zu einem Zeitpunkt nach Ablauf der regulären Tilgung Taten, die vor Ablauf der Tilgung begangen wurden, nachgetragen werden, so leben die Einträge aus der Überliegefrist wieder auf.
Eintragungen werden deshalb frühestens nach Ablauf der regulären Tilgungsfrist plus Überliegefrist unwiederbringlich aus dem jeweiligen Register entfernt.